# Беларуская доля (1925)
Беларуская доля — суспільно-політична газета прогресивного напрямку в Західній Білорусі, орган Білоруського посольського клубу. Видавалася на білоруській мові у Вільнюсі з 11 січня до 22 травня 1925. Редактор-видавець А. Прокопеня.
Висвітлювала політичні події в Польщі та світі. Значна увага приділяла питанням національно-визвольного руху в Західній Білорусі, це сприяло його зростанню і розширенню, розвитку політичної свідомості народу. Піднімала актуальне для Західної Білорусі аграрне питання. Друкувала виступи в сеймі білоруських депутатів Волошина, Б. Тарашкевича, Ф. Єреміча і ін., Присвячуваля параграфи насущним політичним і соціальним проблемам західнобілоруського життя, свавіллю місцевої польської адміністрації, арештам, переслідуванням білоруської школи, друку, відображала ідейне розмежування депутатів Білоруського посольського клубу. Критично ставилася до діяльності польського сейму, викривала діяльність на західно землях дрібнобуржуазної партії «визволення». У статті «Свято робочих» розглянута історія Першого травня в контексті суспільно-політичних проблем Польщі та Західної Білорусі. Особливу увагу віддавала боротьбі за школу на рідній мові. У постійній рубриці «Боротьба за школу» опубліковано «Звернення Центральної білоруської шкільної ради до громадянства», інструкція «Як домагатися білоруської урядової школи», виступи діячів освіти.
У газеті публікувалися твори Я. Купали (передрук з радянської преси), В. Жилки, Л. Родевіча, статті про 15-річчя білоруського театру у Вільнюсі, інформація про підготовку Білоруським науковим товариством ювілею Франциска Скорини та його відзначення 28 березня 1925 року у Вільнюсі за участі представників польського, російського, українського, єврейського та литовського культурно-суспільного руху. У матеріалах про міжнародне становище викривала італійський фашизм, розглядала контрреволюційний переворот в Болгарії, еволюцію концепції визвольного руху в Індії, політичні проблеми Франції і важке життя емігрантів в цій країні, опублікувала нариси про китайського революціонера Сунь Ятсена, про першого президента Чехословацької республіки Томаша Масарика, писала про суспільно-культурний рух білорусів у Латвії.
Вийшло 36 номерів, з них 3 вилучено. Редактор-видавець заарештований, пізніше емігрував до СРСР. Закрито владою Польщі.